# Едвардіанська епоха

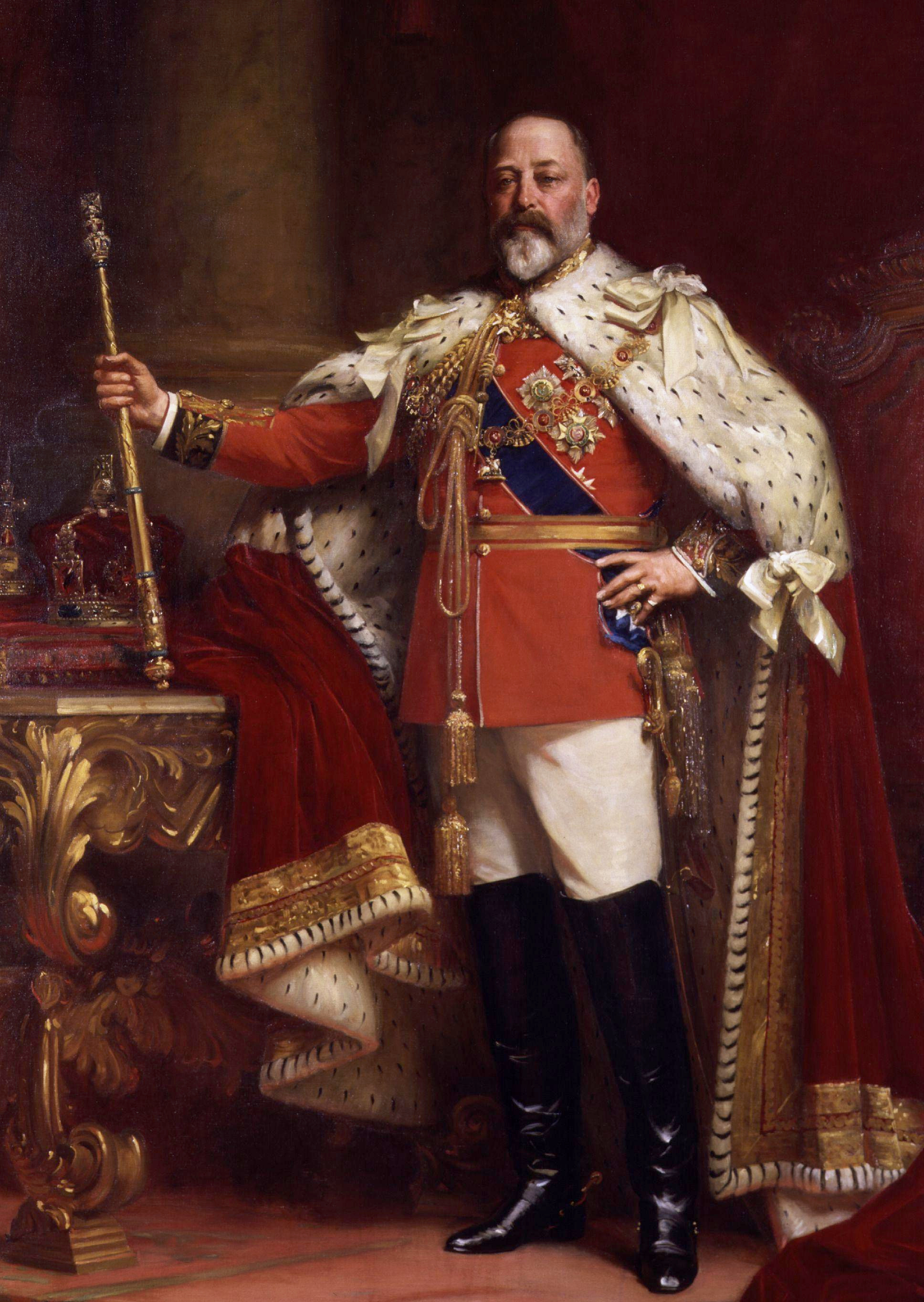
Король Едуард VII, що дав ім'я епосі

Едвардіанська епоха або Едвардіанський період в історії Сполученого Королівства — період правління Короля Едуарда VII з 1901 по 1910 рік, в який також іноді включають і кілька років після його смерті, що передували початку Першої світової війни.
Смерть Королеви Вікторії в січні 1901 року і сходження на престол її сина Едуарда знаменували кінець Вікторіанської епохи. У той час як Вікторія уникала зайвої публічності, Едуард був лідером серед законодавців мод, що перебувають під впливом мистецтва і віянь континентальної Європи. Ймовірно, цьому сприяла любов короля до подорожей. В цю епоху відбулися значні зрушення у політичному житті — верстви населення, чиї інтереси раніше були слабко представлені на політичній арені (різноробочі та жінки), стали вкрай політизовані.
У едвардіанський період часто включають і кілька років після смерті короля Едуарда в 1910 році, таким чином захоплюючи загибель «Титаніка» в 1912-му, початок Першої світової війни в 1914-му, закінчення війни з Німеччиною в 1918-му, або підписання Версальського договору в 1919-м.

## Економіка
Едвардіанська епоха — це час миру і достатку. Впродовж неї не було значних спадів і повсюдно панувало процвітання. Хоча темпи зростання британської економіки, фабричного виробництва і ВВП (але не ВВП на душу населення) поступилися першістю США і Німеччині, країна залишалася світовим лідером у торгівлі, фінансах і кораблебудуванні, а також мала сильні позиції в промисловому виробництві і видобутку руди. Зростання промисловості сповільнилося, а еліти охоче надавали перевагу розвагам, ніж підприємництву. Однак слід виділити і значущі досягнення. Лондон був світовим фінансовим центром — набагато більш потужним і всеосяжним, ніж Нью-Йорк, Париж або Берлін. Британія мала величезні заморські капітали як у своїй офіційній Імперії, так і в Латинській Америці і на інших територіях. В її розпорядженні були акції найбільших холдингів у Сполучених Штатах, особливо в залізничній галузі. Всі ці багатства були надзвичайно важливими при забезпеченні безперебійних поставок в перші роки Світової Війни. Рівень життя, особливо серед міського населення, зростав. Робочі класи стали влаштовувати політичні протести, щоб їх голос можна було більш чітко чути в уряді, що, однак, не приводило до значних заворушень з економічних причин аж до 1908 року.

## Суспільство і класи

### Права жінок
У Едвардіанської Великої Британії був цілий великий соціальний клас слуг, в тому числі жіночої статі. Вони часто отримували скромне утримання, але були забезпечені харчуванням і житлом, роками живучи в замкнених спільнотах і мало спілкуючись із зовнішнім світом.
Становище жінок не з вищого суспільства залишалося досить важким. Аборти були заборонені, як і частково контрацепція, жіноча прислуга і жінки з робітничого класу були відносно безправні. Через те, що був добувачем і сприймався суспільством в першу чергу чоловік, боротьба з жіночою бідністю була ускладнена, і сама ця бідність часто невидима. Жінки Великої Британії в 1910-х роках в останній раз носили корсети у повсякденному житті і надягали довгі спідниці. З початком Першої Світової війни прийшла мода на укорочені спідниці, і колишній фасон більше не користувався популярністю.

## Наука і техніка

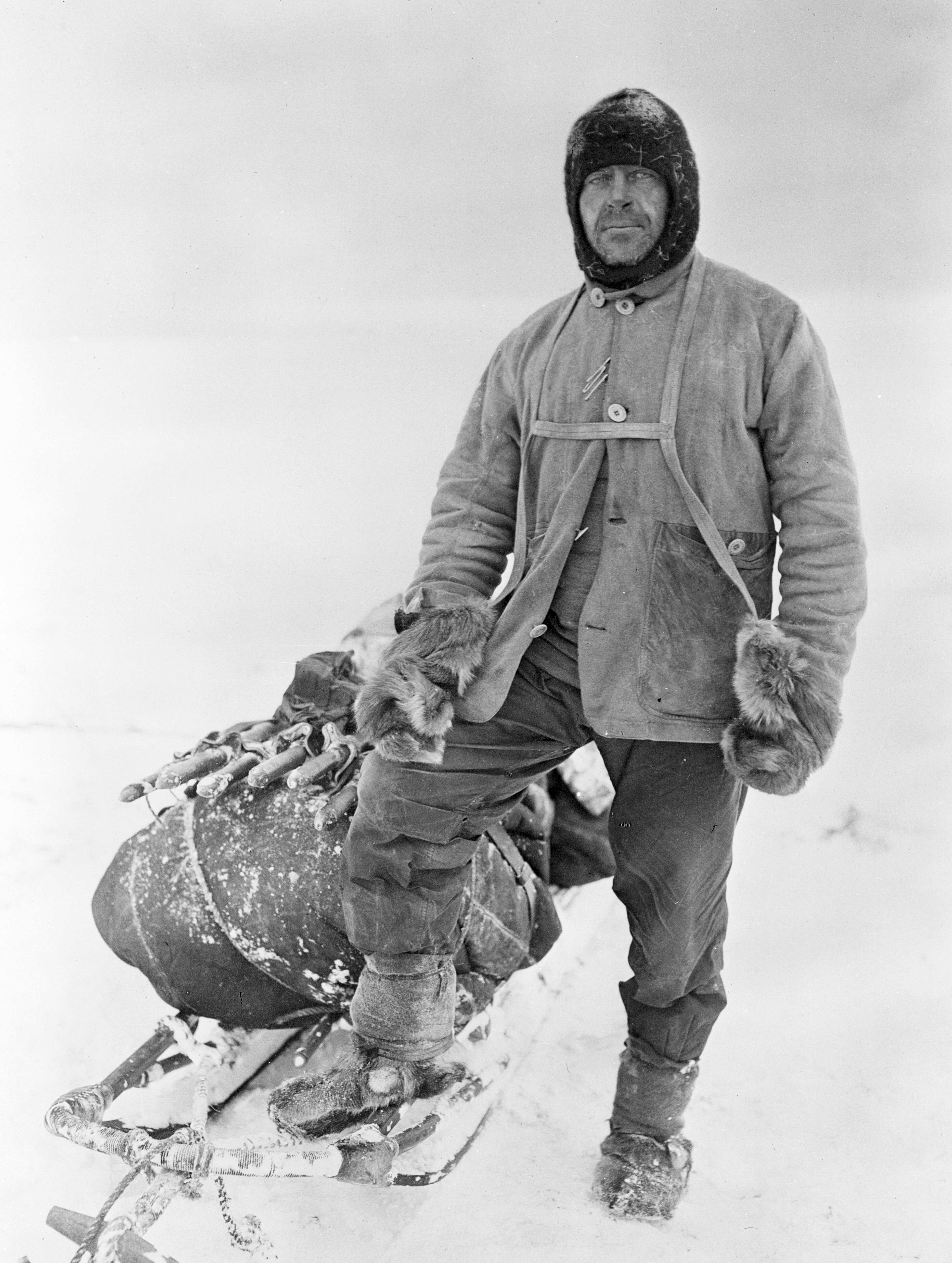
Роберт Фалькон Скотт, не здійсненна надія Британії

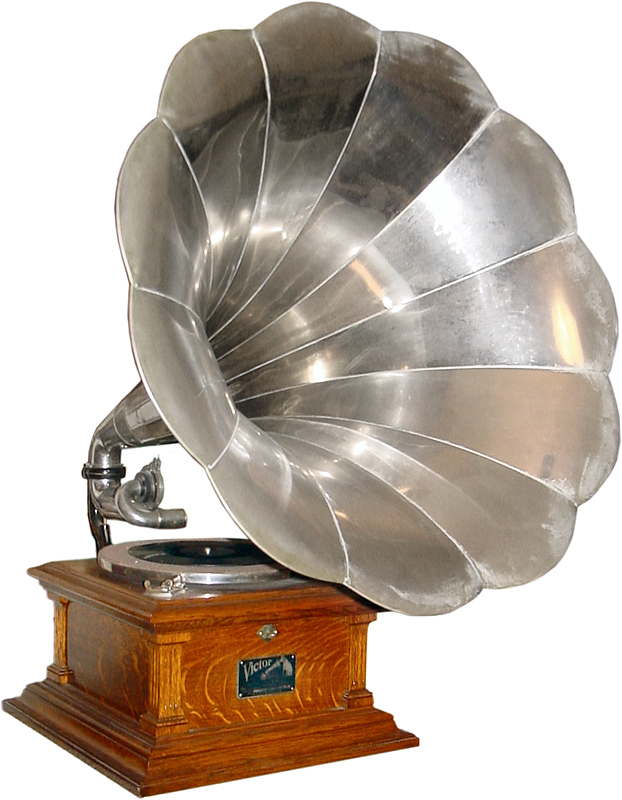
Грамофон. Дата виготовлення — ок. 1907 року

З'являється авіація, від польоту братів Райт в Америці до перетину Ла-Маншу Л. Блеріо. Автомобілі починають поширюватися не тільки серед ентузіастів або як предмети розкоші, але і як засоби пересування, хоч і дорогі. У зародковому вигляді існували підводна і ракетна техніки. Активно розвивалися в самій Великій Британії і її колоніях залізниці. Починає свою переможну ходу кінематограф. З початку 1900-х років суспільна думка Великої Британії прикута до полярних досліджень у Південній півкулі, в Антарктиді, у тому числі британськими експедиціями Скотта і Шеклтона. В результаті на заході епохи Південний полюс був підкорений Руалем Амундсеном, що випередив в полярній гонці британця Роберта Скотта, загиблого на зворотному шляху до своєї прибережної бази.
Тим часом з континенту приходили сенсаційні новини про роботів Ейнштейна, Планка і Резерфорда, а з 1901 року у Скандинавії почали присуджувати Нобелівські премії. Першим нобелівським лауреатом Британської імперії став Рональд Росс, індійський лікар і паразитолог шотландського походження, отримав Нобелівську премію з фізіології і медицини в 1902 році за дослідження малярії.

### Література і ЗМІ

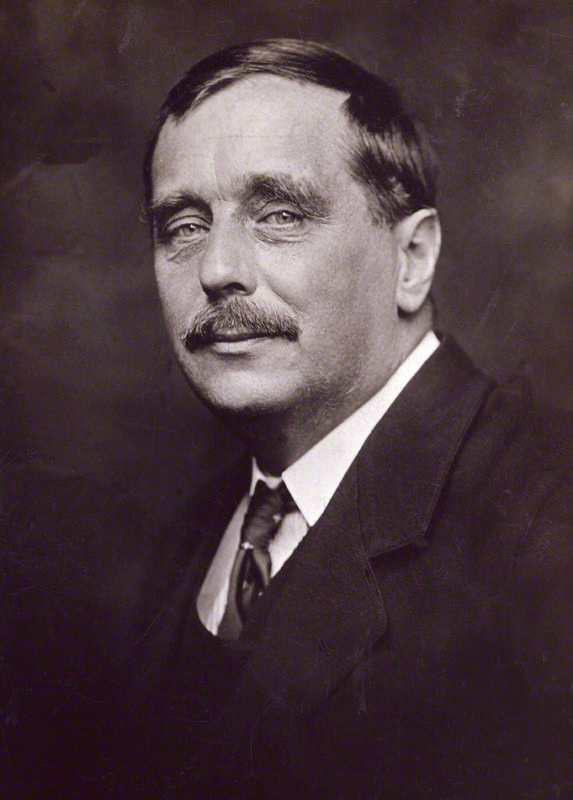
Герберт Веллс — один з основоположників жанру наукової фантастики

### Архітектура

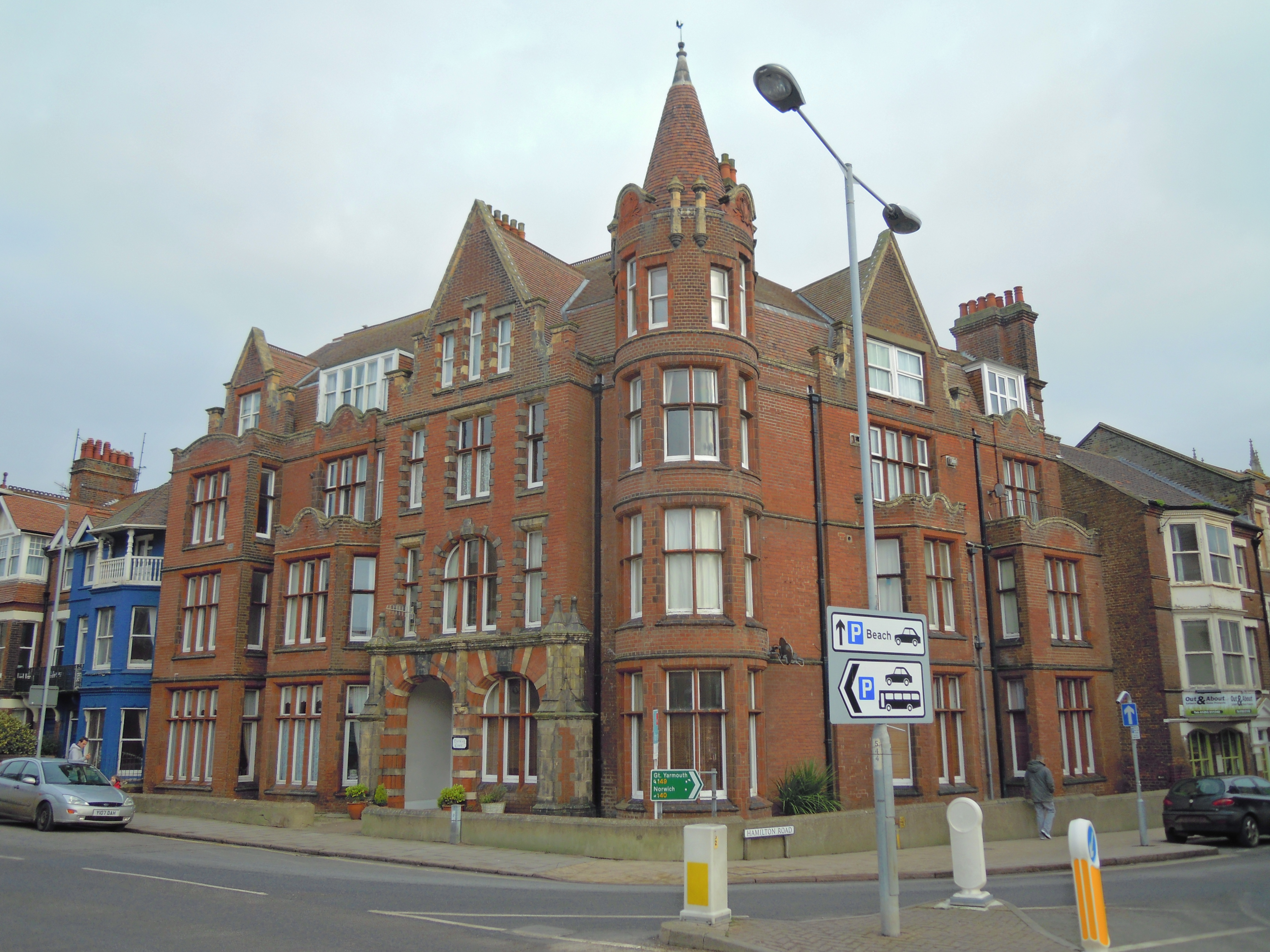
Колишній готель «Еверслі», перетворений у багатоквартирний будинок (Норфолк, архітектор Огастес Скотт)

## Культура